# 野口久光

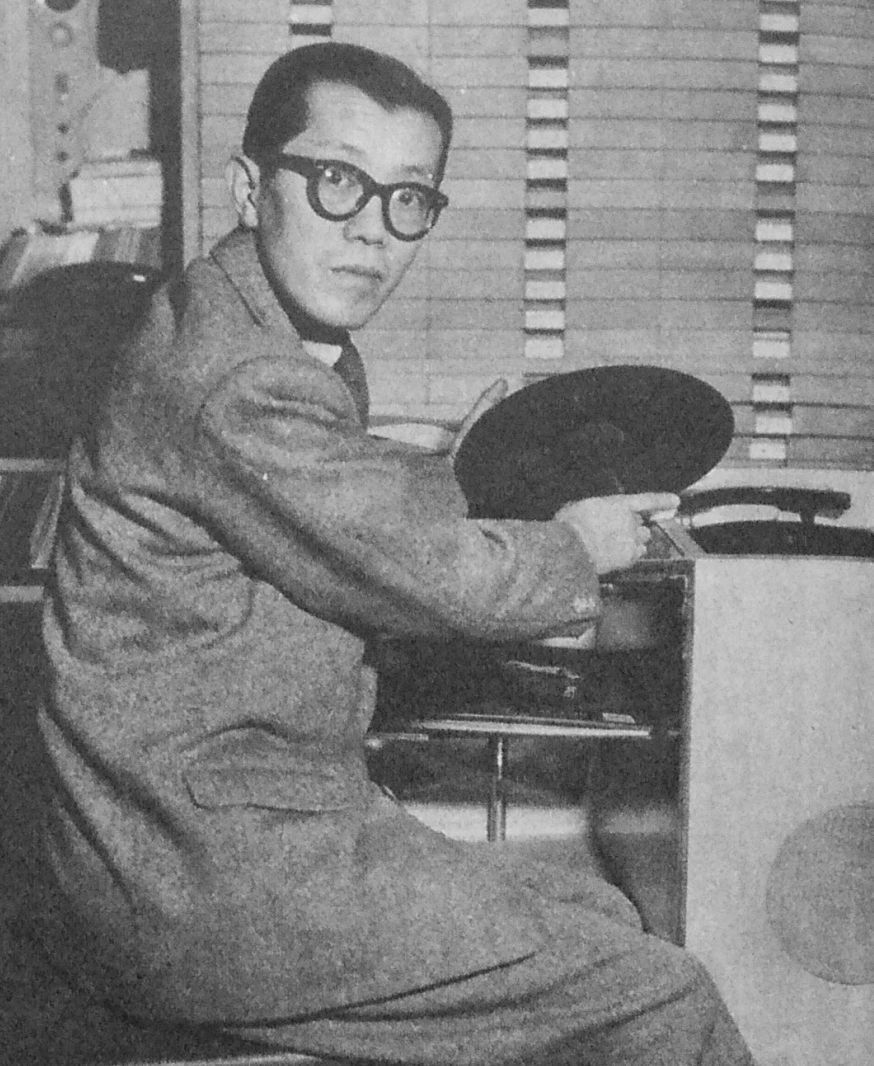
1953年

野口 久光（のぐち ひさみつ、1909年8月9日 - 1994年6月13日）は、日本の映画、ジャズ、ミュージカル評論家。画家、グラフィックデザイナー。生涯に1000点を超える映画ポスターを描いたといわれる。

## 人物・来歴
栃木県宇都宮市出身。1922年、旭川公立北鎮小学校（現：旭川市立北鎮小学校）卒業。1927年、千葉県立千葉中学校（現：千葉県立千葉中学校・高等学校）卒業。1933年、東京美術学校（現：東京芸術大学美術学部）工芸部図案科卒業。東京美術学校卒業制作で描いた『制服の処女』や『ALL TALKIE NEWS』など7点が美校買い上げとなる。
1933年11月、欧州映画の輸入配給会社の東和商事合資会社映画部・図案部に入社。東和商事合資会社は、1928年10月に川喜多長政により設立され、サイレント映画を代表する『メトロポリス』や無声映画の最後の傑作といわれる『アスファルト』、トーキー初期の名作『嘆きの天使』『ル・ミリオン』『自由を我等に』『巴里祭』など新興の映画配給会社でありながら良質な欧州映画を次々と日本に紹介したことで、当時学生を中心に映画ファン憧れの的であった。美校時代映画サークルに所属し、たびたび東和商事を訪れていた久光もそのひとりであった。デモテープならぬデモポスターを持ち込み、試験を受けるともなく入社するに至る。久光が入社した時代は欧州映画、時にフランス映画の黄金時代にあたり、4大巨匠と呼ばれるルネ・クレール、ジャック・フェデー、ジュリアン・デュヴィヴィエ、ジャン・ルノワールを中心に矢継ぎ早に名作、傑作を送り出していた。スター中心のアメリカ映画は宣伝ポスターに関してもスターを中心にという制約があったが、脚本、作品重視のフランス映画はその作品にあったデザイン、レイアウトが求められ、特に東和商事は広告宣伝にもお金は掛けるがデザイナーに任せるという社風だったので、その意味でも久光にとっては幸運であった。
1942年、太平洋戦争による映画臨戦体制のため東和商事が解散したため、中華電影へ転出、上海へ渡る。上海では映画のポスターデザインの傍らジャズをはじめとする音楽評論、敗戦後共に収容所に収容されることとなる李香蘭（山口淑子）のリサイタル、『夜来香ラプソディ』の企画・構成も手掛ける。
1946年、上海より引き揚げ、東宝撮影所を経て、新東宝にて映画プロデューサーに。『大学の門』や『エノケンのとび助冒険旅行』『東京のヒロイン』など6本の映画を世に送り出す。
1951年、新たに発足した東和映画株式会社宣伝部に入社。『天井桟敷の人々』『第三の男』『禁じられた遊び』『大人は判ってくれない』など戦後の欧州映画の傑作映画ポスターを数多く描く。特に1960年の日本公開の際描かれた『大人は判ってくれない』のポスターは監督のフランソワ・トリュフォーが絶賛し、久光に「素晴しいポスターを描いてくれてありがとう!」とお礼を寄せ、感謝の意を伝えた。その後来日したトリュフォーと対面した久光が、『大人は判ってくれない』のポスターの原画を贈呈すると感激したトリュフォーは、1962年制作のオムニバス映画『二十歳の恋』の中の「アントワーヌとコレット」の中の印象的な小道具としてこの野口のポスターを登場させる。110年を超える映画の歴史の中でも自作のそれも他国でデザインされた映画ポスターを自らの作品に登場させた例は稀有である。生涯このポスターを愛したトリュフォーは1984年に亡くなるまで自分のプロダクション事務所にこの原画を額に入れ大切に飾っていた。なお、トリュフォーが亡くなった後、フランスで出版された『TRUFFAUT LES MILLE ET UNE NUITS AMERICAINES』と言う追悼本の表紙を飾ったのもこの野口作品であった。現在フランス、パリのシネマテーク・フランセーズにも多くの野口作品が永久保存されている。
邦画では大林宣彦監督の『ふたり』『青春デンデケデケデケ』『はるか、ノスタルジィ』のポスター原画を描いている。
また戦前からジャズや軽演劇、レビュー、ミュージカルの第一人者として活躍し、多くのポピュラー・レコードの解説、ジャズ雑誌でのレコード批評、ミュージカル評論を残した。日本のオリジナルミュージカルの発掘にも尽力。ふるさときゃらばんの名誉応援団長も務めた。1978年、永年の文化活動により、紫綬褒章を受勲。1983年には勲四等旭日小綬章を受ける。なお、日米ジャズ、ミュージカルの橋渡し役の貢献からニューオリンズ名誉市民、ルイジアナ州クローリー名誉市民にも選出された。1994年6月13日、84歳没。

## 著作

### 著書
- ミュージカル入門 野口久光編著 荒地出版社、1963年
- 野口久光、中村とうよう『男のサウンド149の戦略 : 精神的おしゃれ学入門』〈ムックの本〉、KKロングセラーズ、1974年11月25日。
- ヨーロッパ名画座 野口久光映画ポスター集成 野口久光画 筒井たけ志編 朝日ソノラマ、1984年3月
- 素晴らしきかな映画 晶文社、1992年3月
- 野口久光ベストジャズ1 野口久光著、瀬川昌久編 音楽之友社、1995年5月
- 野口久光ベストジャズ2 野口久光著、瀬川昌久編 音楽之友社、1995年6月
- 野口久光ベストジャズ3 野口久光著、瀬川昌久編 音楽之友社、1995年7月
- 想い出の名画 文藝春秋、1995年7月
- 私の愛した音楽・映画・舞台 野口久光著、中村とうよう編 ミュージック・マガジン、1995年6月
- ミュージカルを楽しむ法 晶文社、1997年12月
- ヨーロッパ名画座 野口久光グラフィック集成 野口久光画 筒井たけ志、根本隆一郎編 朝日ソノラマ、2001年12月
- H・NOGUCHI、生誕100年野口久光の世界 展覧会図録、根本隆一郎編、開発社、2009年11月
- 野口久光 シネマ・グラフィックス、根本隆一郎編、開発社、2011年6月
- ジャズ・ダンディズム 野口久光ジャズの黄金時代、野口久光著、根本隆一郎編、講談社、2012年9月

### 訳書
- ジャズへの道 バリイ・ウラノフ 新興楽譜出版社、1956年
- ジャズ 栄光の巨人たち バリー・ウラノフ スイング・ジャーナル社、1975年

## 展覧会
- 2009年11月28日 - 12月27日 「生誕100年野口久光の世界」東京ニューオータニ美術館 - 日本で初めて映画ポスターデザイナーを取り上げた展覧会
- 2011年6月4日 - 7月31日 「野口久光 シネマ・グラフィックス」西宮市大谷記念美術館
- 2011年7月1日 - 8月28日 「グラフィックデザイナー 野口久光の仕事」鎌倉市川喜多映画記念館
- 2012年4月24日-6月28日 「野口久光 シネマ・グラフィックス」うらわ美術館（埼玉県）
- 2012年9月8日-10月28日 「野口久光 シネマ・グラフィックス」尾道市立美術館（広島県）

## 関連人物
- 淀川長治
- 双葉十三郎
- 服部良一
- 大林宣彦